# Jenny Sabatier
Pour les articles homonymes, voir Sabatier.
Jenny Sabatier est le nom de plume de Jenny-Caroline Thircuir épouse Herbelot, née le 2 novembre 1840 à Paris, et décédée en 1928.
Poétesse française, elle est également l'auteur d'articles de mode et de proverbes.

## Biographie
Elle écrit ses premiers vers dès l’âge de quatorze ans. Sa première composition est intitulée Le Monde comme il veut et comme je le voudrais, puis Rêves de jeunesse et  Un bon tiens vaut mieux que deux tu l'auras, proverbe, et diverses poésies détachées remplies d’élégance et une foule de vers heureux[réf. incomplète].
En janvier 1859, Jenny Sabatier adresse un poème à Lamartine qui lui répond le même mois : « De si beaux vers éternisent les beaux sentiments ». En 1863, Lamartine écrit une lettre-préface pour Rêves de jeunesse, dans laquelle il veut « annoncer aux amateurs de belles poésies le véritable chef-d’œuvre de ce temps-ci », selon une tendance du poète à « consacrer un peu vite les jeunes femmes poètes ».
Jenny-Caroline Thircuir épouse le 10 juillet 1875 à Joinville-le-Pont (Val-de-Marne) un fabricant de bronzes parisien, Charles Fulgence Herbelot. Contrairement à ce qui est parfois énoncé, elle n'a en revanche jamais été mariée avec Léon Mallac. Cette confusion est due au fait que Jenny-Caroline Thircuir est la mère d'une fille naturelle non reconnue, Léonie Clémence Mallac. Née à Paris le 29 mai 1867 et légitimée par son père Léon Jean Joseph Mallac, celle-ci épousa en 1897 dans le 8e arrondissement le banquier Fernand Joseph Marcel Leroy-Dupré .

## Œuvres
- Un bon tiens vaut mieux que deux tu l'auras, proverbe, É. Dentu, 1863, 34 p.[9]
- Rêves de jeunesse, É. Dentu, 1863, 243 p., poésies, précédées de deux lettres de M. A. de Lamartine et de M. Méry[7]
- Un Service d'ami[10], opéra comique, paroles de Jenny Sabatier et musique d'Edmond Hocmelle, 1863
- Dindonneau, comédie, représentée au Théâtre parisien en 1877[11] (non publiée)
- Une Méprise, comédie, représentée au Théâtre parisien en 1877[12] (non publiée)